# Maytenus imbricata
Maytenus imbricata är en benvedsväxtart som beskrevs av Carl Friedrich Philipp von Martius och Reiss. Maytenus imbricata ingår i släktet Maytenus och familjen Celastraceae. Inga underarter finns listade.